# Night Beat
Night Beat ist ein Album von Sam Cooke aus dem Jahr 1963. Stilistisch ist es dem Soul zuzuordnen, es sind aber auch Anklänge an den Rhythm & Blues zu hören.

## Titel
Sam Cooke wird für drei der insgesamt zwölf Lieder auf Night Beat das Copyright zuerkannt; acht Lieder werden anderen Songwritern zugeschrieben. Eröffnet wird das Album mit einem Traditional: 
1. Nobody Knows the Trouble I’ve Seen (Traditional)
2. Lost and Lookin’ (Alexander/Jordan)
3. Mean Old World (Cooke)
4. Please Don't Drive Me Away (Brown/Ervin)
5. I Lost Everything (Tate)
6. Get Yourself Another Fool (Tucker/Haywood)
7. Little Red Rooster (Dixon)
8. Laughin’ and Clownin’ (Cooke)
9. Trouble Blues (Brown)
10. You Gotta Move (Cooke)
11. Fool’s Paradise (Fuller/Geddins/Avid)
12. Shake, Rattle and Roll (Calhoun)

## Aufnahme
Night Beat wurde in drei Nächten im Februar 1963 in den Studios von RCA (Los Angeles, Kalifornien, USA) eingespielt. Folgende Musiker waren an den Aufnahmen beteiligt:
- Sam Cooke (Gesang)
- Barney Kessel (Gitarre)
- René Hall (Gitarre)
- Clifton White (Gitarre)
- Cliff Hils (Bass)
- Hal Blaine (Schlagzeug)
- Edward Hall (Schlagzeug)
- Ray Johnson (Klavier)
- Billy Preston (Orgel)

Die musikalische Leitung hatte René Hall inne, produziert wurde das Album von Hugo Peretti und Luigi Creatore (Hugo & Luigi), Toningenieur war Dave Hassinger.

## Veröffentlichungen und Auskoppelungen
Erstmals veröffentlicht wurde Night Beat im August 1963 vom Label RCA auf LP – als Single wurde Little Red Rooster ausgekoppelt (B-Seite: You Gotta Move).
In späteren Jahren wurde das Album von mehreren Labels wiederveröffentlicht; auch als CD.

## Charts und Rezeption
In den Album-Charts von Billboard erreichte Night Beat im Jahr 1963 als höchste Position Platz 62.
Der Guardian nahm Night Beat in seine Liste von „1000 Alben, die man hören sollte, bevor man stirbt“ mit der Begründung auf, dass Cookes Stimme „niemals hypnotisierender war, als auf diesem leisen und anmutigen Album“.
Die Musikdatenbank Allmusic führt Night Beat mit fünf von fünf möglichen Sternen.

## Trivia
In den Liner Notes von Night Beat wird Ray Charles mit folgenden Worten zitiert: „Der einzig Wahre. Er trifft jede Note genau dort, wo es sein sollte. Und er trifft sie nicht nur, er trifft sie mit Gefühl. Niemand sonst klang wie Sam – niemand!“